# Nuoto artistico ai campionati mondiali di nuoto 2022 - Squadre (programma libero)
Il concorso a squadre (programma libero) ai campionati mondiali di nuoto 2022 si è svolto il 22 e 24 giugno 2022 presso lo stadio del nuoto Alfréd Hajós di Budapest.

## Calendario
Il turno preliminare è iniziato il 22 giugno 2022 alle ore 10:00. La finale è iniziata il 24 giugno 2022 alle ore 16:00.

## Risultati
In verde sono segnati i finalisti
| Pos.    | Nazione       | Preliminari | Preliminari | Finale  | Finale |
| Pos.    | Nazione       | Punti       | Pos.        | Punti   | Pos.   |
| ------- | ------------- | ----------- | ----------- | ------- | ------ |
| Oro     | Cina          | 95.8000     | 1           | 96.7000 | 1      |
| Argento | Ucraina       | 94.3667     | 2           | 95.0000 | 2      |
| Bronzo  | Giappone      | 92.7667     | 3           | 93.1333 | 3      |
| 4       | Spagna        | 91.4333     | 4           | 92.0000 | 4      |
| 5       | Italia        | 91.2667     | 5           | 91.9000 | 5      |
| 6       | Francia       | 89.1000     | 6           | 90.2667 | 6      |
| 7       | Messico       | 87.5333     | 9           | 88.9667 | 7      |
| 8       | Grecia        | 88.4000     | 7           | 88.1667 | 8      |
| 9       | Stati Uniti   | 88.3000     | 8           | 87.4667 | 9      |
| 10      | Israele       | 85.0000     | 10          | 85.5667 | 10     |
| 11      | Kazakistan    | 82.5000     | 11          | 83.1667 | 11     |
| 12      | Regno Unito   | 82.3667     | 12          | 82.8000 | 12     |
| 13      | Svizzera      | 81.0333     | 13          | DNQ     | DNQ    |
| 14      | Brasile       | 78.8333     | 14          | DNQ     | DNQ    |
| 15      | Egitto        | 77.4333     | 15          | DNQ     | DNQ    |
| 16      | Singapore     | 75.4333     | 16          | DNQ     | DNQ    |
| 17      | Slovacchia    | 75.0333     | 17          | DNQ     | DNQ    |
| 18      | Turchia       | 69.8667     | 18          | DNQ     | DNQ    |
| 19      | Thailandia    | 68.5333     | 19          | DNQ     | DNQ    |
| 20      | Nuova Zelanda | 67.6000     | 20          | DNQ     | DNQ    |
|         | Canada        | DNS         | DNS         | DNS     | DNS    |